# 대새풀
대새풀은 한국·중국·일본 등지에 분포하는 여러해살이풀로 산지의 다소 건조한 숲 속에서 자란다. 높이 40~100cm이고 뿌리줄기는 짧으며 딱딱하고 뻗는 줄기가 없다. 잎은 어긋나고 편평하거나 약간 말려들며 잎집과 더불어 양면에 긴 털이 있고 잎혀는 짧으며 가장자리에 털이 있다. 꽃은 원추화서로 8~9월에 피며 작은이삭은 한쪽으로 치우쳐서 달린다. 작은 꽃자루는 짧으며 작은이삭이 빽빽이 달리고 작은이삭은 피침형으로 2~4개의 작은꽃으로 되며 녹색 바탕에 적자색이 돈다. 첫째 포영은 길이 1~3mm이고 둘째 포영은 2~4mm이며 호영은 길이 4~5mm로 갈라진 끝 사이에 까끄라기가 있다. 까끄라기의 길이가 10mm 정도로 긴 것을 수염대새풀이라 한다.